# Едвард Гжимала
Едвард Ґримала (пол. Edward Grzymała; 29 вересня 1906, Колодзьонж — 10 серпня 1942, концтабір Дахау) — блаженний римсько-католицької церкви, священник, мученик. Входить в число 108 блаженних польських мучеників, беатифікованих римським папою Іоанном Павлом II під час його відвідин Варшави 13 червня 1999 року.

## Походження
Судячи по прізвищу, скоріше за все належать польсько шляхетного роду Ґримала.

## Біографія
Восени 1926 року вступив у вищу духовну семінарію у Влоцлавек. 14 червня 1931 року його висвятили на священника. У 1931 році прибув у Рим, щоб вивчати канонічне право. Після закінчення навчання повернувся в Польщу, де служив вікарієм в Ліпні, Конині, Каліші. Співпрацював з ченцями з католицького чернечого ордену паулінів при новому польському перекладі Біблії. У 1938 році повернувся у Влоцлавек.
Під час початку Другої світової війни його призначили генеральним вікарієм влоцлавської діоцезії. 26 вересня 1940 року заарештований Гестапо і відправлений в концентраційний табір Дахау.
10 серпня 1942 року вбитий у газовій камері разом з прибулим в цей день транспортом з людьми із інвалідністю.

## Уславлення
13 червня 1999 року беатифікований папою Іоанном Павлом II разом з іншими польськими мучениками Другої світової війни.
День пам'яті — 12 червня.